# Мечишень
Мечишень, Мечишені (рум. Măcișeni) — село у повіті Галац в Румунії. Входить до складу комуни Корнь.
Село розташоване на відстані 204 км на північний схід від Бухареста, 52 км на північний захід від Галаца, 145 км на південь від Ясс.

## Населення
За даними перепису населення 2002 року у селі проживали 954 особи, усі — румуни. Усі жителі села рідною мовою назвали румунську.